# Mošeja Eidgah
Mošeja Eidgah (darijsko مسجد عید‌گاه; paštunsko د عیدګاه جومات) je ena najstarejših mošej v Kabulu v Afganistanu. Stoji jugovzhodno od bogate soseske Vazir Akbar Kan, blizu stadiona Gazi in Čaman-e-Hozori. Zgrajena je bila v poznem 19. in začetku 20. stoletja, ko sta državi vladala emir Abdur Rahman Kan in njegov sin Habibulah Kan. Zdaj je zgodovinsko mesto, ki ga obiskujejo turisti.
Mošeja je bila uporabljena za velike množice dnevnih molitev, tudi med posebnimi letnimi molitvami Eid al-Fitr in Eid al-Adha. Bila je prizorišče verskih praznikov in posebnih obredov, kot so kronanja, pogrebi, parade in razne druge državne funkcije, ki so se jih udeležili najvišji vladni uradniki. Iz te mošeje je kralj Amanulah Kan leta 1919 razglasil popolno neodvisnost svoje države.

## Zgodovina
Gradnja mošeje Eidgah v Kabulu se je začela nekje pred smrtjo emirja Abdurja Rahmana Kana leta 1901. Dokončal jo je njegov sin Habibullah Kan. Afganistanski zgodovinski zapisi kažejo, da je leta 1901 takratni afganistanski emir Habibullah Kan javno opravljal duhovniške funkcije s praznovanjem Eid ul-Fitra v mošeji Eidgah. Kabulski glavni duhovnik je Habibulaha nemudoma razglasil za naslednika svojega očeta, nakar je ta imel nagovor, ki ga je navdihnila 'netolerantna cerkvenost'. Med drugim je emir izdal izrek, da bodo vsi, ki ne bodo opravljali molitve v mošejah, kaznovani z denarno kaznijo do deset kabulskih rupij. Na različnih mestih naj bi vodili register dnevne prisotnosti vseh posameznikov in hranili »škatlo pravice«, v katero bi lahko vrgli tajna poročila o ljudeh, ki niso upoštevali tega nareka o obvezni udeležbi na verskih molitvah na mošeje.
V letih 1914–1915 je hud spor med Britansko Indijo in Afganistanom dobil razsežnosti svete vojne ali džihada, čeprav je emir Habibulah sprva nasprotoval temu pristopu mul. Po svojem vzponu na prestol leta 1919 se je kralj Amanulah Kan povezal z mulami, da bi napadel britansko-indijska vojaška taborišča. Preden je 15. maja 1919 začel vojno, je imel kralj Amanulah govor v mošeji Eidgah, v katerem je svoje rojake pozval k džihadu proti britanskim Indijancem. Po tretji anglo-afganistanski vojni je 19. avgusta 1919 kralj Amanulah iz te mošeje razglasil neodvisnost Afganistana.
Mošeja je bila pred kratkim prenovljena. Večina njenega zunanjega prostora je zdaj park. 3. oktobra 2021 je napad s strani Islamske države – provinca Horasan ubil več ljudi blizu enih od vrat mošeje. Tarča napada so bili visoki talibanski uradniki.